# Зубовка (Крым)
Зубовка (до 1948 года Расс-Болатчи́, до 1915 года Болатчи́; укр. Зубівка, крымскотат. Ras Bolatçı, Рас Болатчы) — исчезнувшее село в Первомайском районе Республики Крым, располагавшееся на западе района, в степной части Крыма, примерно в 3 километрах западнее современного села Привольное.

### Динамика численности населения
| - 1864 год — 104 чел. - 1889 год — 62 чел. - 1892 год — 76 чел. | - 1900 год — 107 чел. - 1915 год — 122/9 чел. - 1926 год — 147 чел. |

## История
Впервые в доступных источниках поселение встречается на картах 1836 и 1842 года, где обозначены развалины деревни Болатчи — видимо, она существовала ранее, но была оставлена жителями при эмиграциях крымских татар, сопутствовавших присоединению Крыма к России 8 февраля 1784 года в Турцию и не попадала в учётные документы.
Согласно «Памятной книжке Таврической губернии за 1867 год», деревня была образована русскими поселенцами из Полтавской губернии в Биюк-Асской волости Евпаторийского уезда. В «Списке населённых мест Таврической губернии по сведениям 1864 года», составленном по результатам VIII ревизии 1864 года, Болатчи — казённая русская деревня, с 12 дворами и 104 жителями при колодцах. По обследованиям профессора А. Н. Козловского 1867 года, вода в колодцах деревни была пресная, а их глубина достигала 20—30 саженей (42—63 м). На трехверстовой карте Шуберта 1865—1876 года в деревне Болотчи те же 12 дворов. По «Памятной книге Таврической губернии 1889 года», по результатам Х ревизии 1887 года, в деревне Булатчи числилось 8 дворов и 62 жителя. Согласно «…Памятной книжке Таврической губернии на 1892 год», в деревне Болатчи, входившей в Кадышский участок, было 76 жителей в 12 домохозяйствах.
Земская реформа 1890-х годов в Евпаторийском уезде прошла после 1892 года, в результате Болатчи приписали к Коджанбакской волости.
По «…Памятной книжке Таврической губернии на 1900 год» в деревне, уже называвшейся Расс-Болатчи и входившей в Расс-Болатчинское сельское общество, числилось 107 жителей в 11 дворах. На 1914 год в селении действовала земская школа. По Статистическому справочнику Таврической губернии. Ч.II-я. Статистический очерк, выпуск пятый Евпаторийский уезд, 1915 год, в деревне Расс-Болатчи Коджамбакской волости Евпаторийского уезда числилось 20 дворов (все дворы с землёй) с русским населением в количестве 122 человека приписных жителей и 9 — «посторонних», из которых 76 мужчин и 66 женщин. Жители владели 625 десятинами удобной земли. В хозяйствах имелось 122 лошади, 34 вола, 48 коров и 60 голов мелкого скота.
После установления в Крыму Советской власти, по постановлению Крымревкома от 8 января 1921 года № 206 «Об изменении административных границ» была упразднена волостная система и в составе Евпаторийского уезда был образован Бакальский район, в который включили село, а в 1922 году уезды получили название округов. 11 октября 1923 года, согласно постановлению ВЦИК, в административное деление Крымской АССР были внесены изменения, в результате которых округа были отменены, Бакальский район упразднён и село вошло в состав Евпаторийского района. Согласно Списку населённых пунктов Крымской АССР по Всесоюзной переписи 17 декабря 1926 года, в селе Расс-Болатчи, Черкезского сельсовета Евпаторийского района, числилось 30 дворов, из них 25 крестьянских, население составляло 147 человек, из них 145 русских, 2 записаны в графе «прочие», действовала русская школа. Постановлением ВЦИК РСФСР от 30 октября 1930 года был создан Фрайдорфский еврейский национальный район (переименованный указом Президиума Верховного Совета РСФСР № 621/6 от 14 декабря 1944 года в Новосёловский) (по другим данным 15 сентября 1931 года) и Расс-Болатчи включили в его состав.
С 25 июня 1946 года селение в составе Крымской области РСФСР. Указом Президиума Верховного Совета РСФСР от 18 мая 1948 года, Росс Булатчи (Расс-Болатчи) переименовали в Зубовку. 25 июля 1953 года Новоселовский район был упразднен и село включили в состав Первомайского. 26 апреля 1954 года Крымская область была передана из состава РСФСР в состав УССР. Время включения в Кормовский сельсовет пока не установлено: на 15 июня 1960 года село уже числилось в его составе. Ликвидировано к 1968 году (согласно справочнику «Крымская область. Административно-территориальное деление на 1 января 1968 года» — в период с 1954 по 1968 годы, как село Кормовского сельсовета).